# Фторид ниобия(V)
Фторид ниобия(V) — неорганическое соединение, соль металла ниобия и фтористоводородной кислоты с формулой NbF5, бесцветные кристаллы, реагирует с водой.

## Получение
- Действие фтора на ниобий или оксид ниобия(V):

{\displaystyle {\mathsf {2Nb+5F_{2}\ {\xrightarrow {20-100^{o}C}}\ 2NbF_{5}}}}
{\displaystyle {\mathsf {Nb_{2}O_{5}+5F_{2}\ {\xrightarrow {300^{o}C}}\ 2NbF_{5}+5O_{2}}}}
- Действие фторида водорода на ниобий или хлорид ниобия(V):

{\displaystyle {\mathsf {2Nb+10HF\ {\xrightarrow {250-400^{o}C}}\ 2NbF_{5}+5H_{2}}}}
{\displaystyle {\mathsf {NbCl_{5}+5HF\ {\xrightarrow {100^{o}C}}\ NbF_{5}+5HCl}}}

## Физические свойства
Фторид ниобия(V) образует бесцветные кристаллы моноклинной сингонии, пространственная группа C 2/m, параметры ячейки a = 0,962 нм, b = 1,443 нм, c = 0,512 нм, β = 96,1°, Z = 8.
Растворяется в этаноле, слабо растворим в хлороформе, сероуглероде.

## Химические свойства
- Реагирует с влагой из воздуха:

{\displaystyle {\mathsf {NbF_{5}+H_{2}O\ {\xrightarrow {}}\ NbOF_{3}+2HF}}}
- Реагирует с водой:

{\displaystyle {\mathsf {2NbF_{5}+5H_{2}O\ {\xrightarrow {100^{o}C}}\ Nb_{2}O_{5}\downarrow +10HF}}}
- Реагирует с концентрированной плавиковой кислотой:

{\displaystyle {\mathsf {NbF_{5}+2HF\ {\xrightarrow {}}\ H_{2}[NbF_{7}]}}}
- С фторидами щелочных металлов образует комплексные соли:

{\displaystyle {\mathsf {NbF_{5}+RbF\ {\xrightarrow {}}\ Rb[NbF_{6}]}}}
{\displaystyle {\mathsf {NbF_{5}+2KF\ {\xrightarrow {}}\ K_{2}[NbF_{7}]}}}
{\displaystyle {\mathsf {NbF_{5}+3NaF\ {\xrightarrow {}}\ Na_{3}[NbF_{8}]}}}
- Реагирует с щелочами:

{\displaystyle {\mathsf {NbF_{5}+2KOH\ {\xrightarrow {}}\ K_{2}[NbOF_{5}]+H_{2}O}}}